# Shakey the Robot

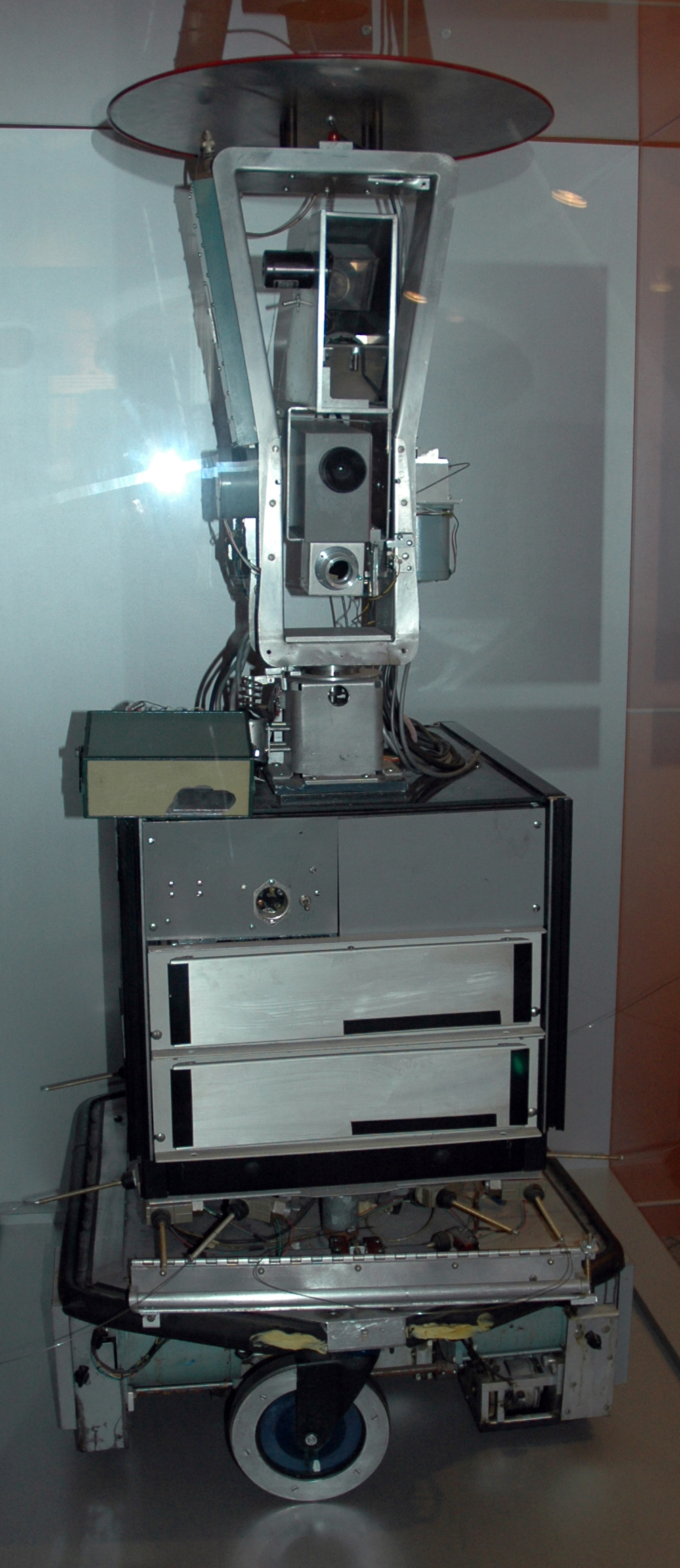
Robot Shakey

Shakey the Robot döptes den robot som SRI International utvecklade mellan 1966 och 1972. Det var den första rörliga roboten som kunde se. Den var utrustad med kameror, sensorer och sökare som hjälpte den att gå mellan olika rum och undvika att krocka med föremål som var i vägen.
Idag är den utställd på museum.